# 박영아
박영아(朴英娥, 1960년 6월 18일 ~ , 서울)는 대한민국의 물리학자, 정치인이다. 제18대 국회의원이다. 부모의 고향은 평안북도 희천군 출신 실향민으로 2세이다.

## 학력
- 1973년 서울후암초등학교 졸업
- 1976년 신림여자중학교(현재의 삼성중학교) 졸업
- 1979년 상명여자고등학교 졸업
- 1983년 서울대학교 물리학과 학사
- 1987년 펜실베니아 대학교 대학원 물리학 석사
- 1990년 펜실베니아 대학교 대학원 물리학 박사

## 경력
- 1988.02 ~ 1989.02: 포항공과대학교 물리학과 객원조교수
- 1989.02: 명지대학교 물리학과 전임강사, 조교수, 부교수, 교수
- 1996.06 ~ 1998.02: 제1대 서울대치초등학교 학교운영위원회 위원장
- 1998.09 ~ 1999.08: 미국 매릴랜드대학교 객원교수
- 2001.01 ~ 2002.12: 한국물리학회 국제교류실무이사
- 2005.01 ~ 2006.12: 명지대학교 자연캠퍼스 교수협의회 부회장
- 2005.01: 한국물리학회 여성위원회 위원장
- 2006.04: 제1대 아시아태평양 물리학연합회 여성물리 실무그룹 위원장
- 2007.01: 한국물리학회 부회장
- 2007.01: 세계물리연맹 여성물리실무그룹 위원
- 2007.07 ~ 2008.10: 세계물리연맹 제3회 세계여성물리대회(ICWIP 2008) 조직위원장
- 2008.01: 아시아태평양물리학연합회 집행위원회 이사
- 2008: 세계여성물리대회 조직위원장
- 2013.08: 대학산업기술지원단(UNITEF) 이사
- 2013.10 ~ 2016.12: 제7대 한국과학기술기획평가원 원장
- 2014.05: YTN 사이언스 정책자문위원
- 2014.06: 중앙공무원교육원 정책자문위원회 위원
- 2014.12 ~ 2016.12: 한국해양과학기술진흥원 비상임이사
- 2014.12: 국가과학기술자문회의 창조경제분과 위원
- 2015.03: 유네스코한국위원회 자연과학분과 위원
- 2015.10: 고용노동부 국가기술자격정책심의위원회 위원
- 2016.02: 산업통상자원부 통상교섭민간자문위원회 위원
- 2016.04: 기획재정부 재정사업평가 자문위원회 민간위원
- 명지대학교 물리학과 교수
- 2022.09 ~ 2026.09: 학교법인 울산공업학원 이사
- 2023.03 ~ : 쌍용양회공업(주) 사외이사
- 명지대학교 물리학과 명예교수

## 의정 활동
- 2008년 5월 ~ 2012년 5월: 제18대 한나라당 국회의원(서울 송파갑)
- 2008년 6월 ~ 2012년 2월: 한나라당 제6정책조정위원회 부위원장
- 2008년 8월: 한나라당 윤리위원회 위원
- 2008년 8월: 한나라당 서울시당 공약개발위원회 위원장
- 2008년 8월: 국회 교육과학기술위원회 위원
- 국회 미래전략 및 과학기술특별위원회 간사
- 2009년 9월: 국회 예산결산특별위원회 위원
- 2010년 6월: 국회 교육과학기술위원회 위원
- 2010년 6월: 국회 독도영토수호대책특별위원회 위원
- 2011년 5월 ~ 2012년 2월: 한나라당 원내부대표
- 2012년 2월: 새누리당 제6정책조정위원회 부위원장
- 2012년 2월: 새누리당 원내부대표

## 역대 선거 결과
| 실시년도 | 선거   | 대수 | 직책     | 선거구         | 정당     | 득표수   | 득표율          | 순위 | 당락 | 비고 |
| -------- | ------ | ---- | -------- | -------------- | -------- | -------- | --------------- | ---- | ---- | ---- |
| 2008년   | 총선   | 18대 | 국회의원 | 서울 송파구 갑 | 한나라당 | 39,626표 | \| \| 61.61% \| | 1위  |      | 초선 |
|          | 61.61% |      |          |                |          |          |                 |      |      |      |